# Zygmunt Netzer
Zygmunt Netzer, ps. „Kryska”, „Kryska Mikołaj” (ur. 24 grudnia 1897?/5 stycznia 1898 w Brahiłowie, zm. 23 stycznia 1977 Warszawie) – major artylerii Wojska Polskiego. W ramach Armii Krajowej dowódca II batalionu Wojskowej Służby Ochrony Powstania w Rejonie 2 Obwodu Śródmieście w Warszawie. W Powstaniu Warszawskim dowódca Zgrupowania Kryska. Po wojnie działacz organizacji kombatanckich. Kawaler Orderu Virtuti Militari.

## Życiorys
Urodził się w rodzinie Mikołaja i Józefy z Bzowskich. Od 1912 r. uczył się w gimnazjum w Żytomierzu, gdzie w czerwcu 1916 zdał maturę. Od 1913 był członkiem Polskich Drużyn Strzeleckich, a od 1914 Polskiej Organizacji Wojskowej w Żytomierzu i Kijowie. Od jesieni 1916 studiował na Wydziale Matematycznym Uniwersytetu w Kijowie.
Od grudnia 1916 służył w armii rosyjskiej. Po ukończeniu Mikołajewskiej Szkoły Artylerii w Kijowie, od lipca 1917 mianowany na stopień chorążego. W tym czasie nadal działał w POW, m.in. był dowódcą plutonu w polskiej bojówce. Od stycznia 1918 był dowódcą Partyzantki Kijowskiej w składzie Lekkiej Brygady III Korpusu Polskiego na Wschodzie.
Od grudnia 1918 służył w Wojsku Polskim. Po przeszkoleniu w Oficerskiej Szkole Artylerii w Rembertowie od stycznia 1919 służył w 8 pułku artylerii polowej. W pułku tym pełnił funkcję oficera wywiadowczego. Po przeformowaniu pułku w 8 pułk artylerii ciężkiej, od listopada 1920 pełnił funkcję adiutanta pułku, zaś od marca 1921 p.o. dowódcy 8 baterii, zaś od czerwca 1922 p.o. dowódcy 9 baterii.

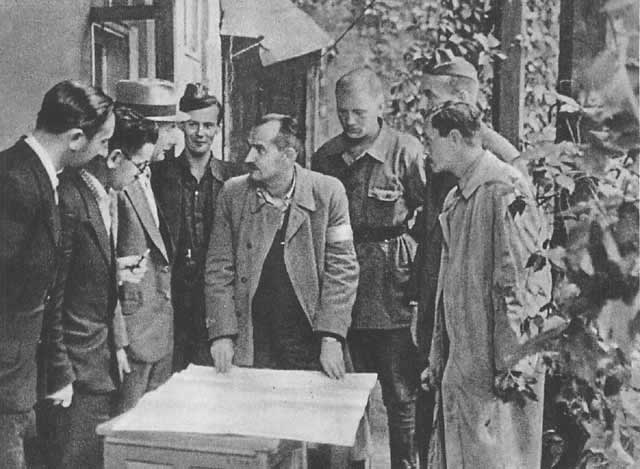
Zygmunt Netzer (drugi z prawej) w czasie narady sztabu II rejonu Obwodu Śródmieście przed pierwszym szturmem na „małą PASTĘ”, 22 sierpnia 1944

Od listopada 1922 został przeniesiony do 1 pułku artylerii najcięższej, dowodząc 3 baterią. Po ukończeniu kursu dowódców baterii w październiku 1924, pełnił funkcję dowódcy 2 baterii, a od grudnia 1925 pełnił funkcje komendanta szkoły podoficerskiej. W październiku 1926 został przeniesiony do 2 dywizjonu artylerii konnej w Dubnie, gdzie pełnił funkcję oficera materiałowego.
Od listopada 1928 był oficerem 9 pułku artylerii polowej. Wyrokiem Wojskowego Sądu Okręgowego I w Warszawie z 3 grudnia 1928 został skazany na 2 miesiące więzienia i wydalenie z korpusu oficerskiego. Dekretem Prezydenta RP z 12 maja 1930 został ułaskawiony, jednak do służby wojskowej już nie powrócił. Od 1930 do 1939 pracował jako urzędnik w Ministerstwie Skarbu.
W konspiracji od 1939. Od 1942 był podinspektorem 2 Rejonu Obwodu Śródmieście Wojskowej Służby Ochrony Powstania. Był organizatorem i dowódcą II batalionu WSOP „Narew”.
Od 1 sierpnia 1944 dowodził oddziałami powstańczymi w Śródmieściu Południowym, a następnie od 8 sierpnia na Czerniakowie. Od 5 września, był zastępcą Jana Mazurkiewicza „Radosława” – dowódcy sił powstańczych w tej dzielnicy. 12 września został ciężko ranny, a 20 września ewakuowany przez żołnierzy 3 Dywizji Piechoty na prawy brzeg Wisły. 2 października 1944 mianowany majorem. Była to nominacja pośmiertna, sądzono bowiem że zginął. Przez rok przebywał w szpitalach i sanatoriach.
We wrześniu 1945 wrócił do Warszawy jako inwalida wojenny. Działał w Związku Uczestników Walki Zbrojnej o Niepodległość i Demokrację, od maja 1946 do sierpnia 1947 był m.in. wiceprezesem Zarządu Wojewódzkiego w Warszawie. Od 1949 działacz Związku Bojowników o Wolność i Demokrację. Od 1959 był wiceprezesem Zarządu Głównego, oraz członkiem, a następnie wiceprezesem Rady Naczelnej ZBoWiD. Był także wiceprzewodniczącym, potem przewodniczącym Głównej Komisji Odznaczeniowej ZBoWiD.
Zmarł w 1977, został pochowany w kwaterze żołnierzy Zgrupowania „Kryska” na cmentarzu Wojskowym na Powązkach w Warszawie (kwatera D 2 Kryska-4-5).

## Ordery i odznaczenia
- Krzyż Komandorski Orderu Odrodzenia Polski
- Order Krzyża Grunwaldu III klasy (31 sierpnia 1945)[2]
- Krzyż Srebrny Orderu Wojskowego Virtuti Militari (1921)
- Krzyż Walecznych (czterokrotnie: 1921[3][4], 1922, 1944)
- Medal Niepodległości (27 czerwca 1938)[5]
- Medal za Warszawę 1939–1945 (17 stycznia 1946)[6]
- Brązowy Medal „Za zasługi dla obronności kraju” (1967)[7]